# Carlos Peña (Mexicaans voetballer)
Carlos Alberto Peña Rodríguez (Ciudad Victoria, 29 maart 1990) is een Mexicaans voetballer die doorgaans speelt als middenvelder. In juli 2024 verliet hij Hutteen. In 2012 maakte hij in het Mexicaans voetbalelftal.

## Clubcarrière
Peña doorliep de jeugdopleiding van Pachuca en brak bij die club door in 2010. Hij debuteerde op 15 april 2010 voor die club, toen hij tijdens het 2–2 gelijkspel met Cruz Azul zes minuten voor tijd mocht invallen. Na twee seizoenen bij Pachuca stapte de middenvelder in de zomer van 2011 over naar Club León. Met Club León werd hij in 2012 kampioen van de Liga de Ascenso, waarna de club promoveerde naar de Primera División. In 2013 kroonde Peña zich met zijn werkgever tevens tot kampioen van die competitie. Op 6 december 2015 tekende hij een contract bij Guadalajara. Twee jaar later werd de middenvelder verhuurd aan zijn oude club León. In de zomer van 2017 verkaste Peña naar Rangers, waar hij een contract tekende voor drie seizoenen. Na een halfjaar werd hij tot het einde van het kalenderjaar 2018 verhuurd aan Cruz Azul. In de zomer van 2018 werd hij opnieuw verhuurd, ditmaal aan Necaxa. Nadat hij terugkeerde in Glasgow, besloot de clubleiding van Rangers om zijn contract te ontbinden. Een maand later tekende hij voor het Poolse GKS Tychy. Peña keerde in januari 2020 terug naar Mexico, om voor Correcaminos te gaan spelen. Een halfjaar later werd Veracruzano zijn nieuwe club. Via FAS kwam hij in 2021 terecht bij Antigua. Een jaar later verkaste hij naar Vida, voor de rest van het kalenderjaar. Na dit contract nam Al-Dhaid hem onder contract. Later dat jaar nam Hutteen hem over.

## Clubstatistieken
| Seizoen | Club         | Competitie       | Competitie | Competitie | Beker | Beker | Internationaal | Internationaal | Totaal | Totaal |
| Seizoen | Club         | Competitie       | Wed.       | Dlp.       | Wed.  | Dlp.  | Wed.           | Dlp.           | Wed.   | Dlp.   |
| ------- | ------------ | ---------------- | ---------- | ---------- | ----- | ----- | -------------- | -------------- | ------ | ------ |
| 2009/10 | Pachuca      | Primera División | 1          | 0          | 0     | 0     | 1              | 0              | 2      | 0      |
| 2010/11 | Pachuca      | Primera División | 19         | 1          | 1     | 0     | 2              | 0              | 22     | 1      |
| 2011/12 | Club León    | Liga de Ascenso  | 31         | 6          | 0     | 0     | —              | —              | 31     | 6      |
| 2012/13 | Club León    | Primera División | 33         | 8          | 4     | 1     | 2              | 0              | 39     | 9      |
| 2013/14 | Club León    | Primera División | 38         | 12         | 9     | 3     | 8              | 3              | 55     | 18     |
| 2014/15 | Club León    | Primera División | 32         | 8          | 0     | 0     | 1              | 0              | 33     | 8      |
| 2015/16 | Club León    | Primera División | 19         | 8          | 6     | 4     | 0              | 0              | 25     | 12     |
| 2015/16 | Guadalajara  | Primera División | 19         | 7          | 2     | 0     | —              | —              | 21     | 7      |
| 2016/17 | Guadalajara  | Primera División | 14         | 1          | 8     | 0     | —              | —              | 22     | 1      |
| 2016/17 | → Club León  | Primera División | 17         | 2          | 4     | 1     | —              | —              | 21     | 3      |
| 2017/18 | Rangers      | Premiership      | 12         | 4          | 2     | 1     | —              | —              | 14     | 5      |
| 2017/18 | → Cruz Azul  | Primera División | 8          | 0          | 2     | 0     | —              | —              | 10     | 0      |
| 2018/19 | → Necaxa     | Primera División | 5          | 0          | 4     | 0     | —              | —              | 9      | 0      |
| 2018/19 | GKS Tychy    | I liga           | 0          | 0          | 0     | 0     | —              | —              | 0      | 0      |
| 2019/20 | GKS Tychy    | I liga           | 0          | 0          | 0     | 0     | —              | —              | 0      | 0      |
| 2019/20 | Correcaminos | Liga de Ascenso  | 7          | 0          | 0     | 0     | —              | —              | 7      | 0      |
| 2020/21 | Veracruzano  | Liga de Ascenso  | ?          | ?          | ?     | ?     | —              | —              | ?      | ?      |
| 2020/21 | FAS          | Primera División | 21         | 4          | 0     | 0     | —              | —              | 21     | 4      |
| 2021/22 | Antigua      | Liga Nacional    | 16         | 4          | 0     | 0     | —              | —              | 16     | 4      |
| 2022/23 | Vida         | Primera División | 2          | 0          | 0     | 0     | —              | —              | 2      | 0      |
| Totaal  | Totaal       | Totaal           | 294        | 65         | 42    | 10    | 14             | 3              | 350    | 78     |

Bijgewerkt op 13 september 2024.

## Interlandcarrière
Peña maakte zijn debuut in het Mexicaans voetbalelftal op 17 oktober 2012. Op die dag werd een WK-kwalificatieduel tegen El Salvador met 0–2 gewonnen. Peña mocht van bondscoach José Manuel de la Torre in de basis beginnen en hij werd na een uur spelen vervangen door Elías Hernández. Op 9 mei 2014 werd bekendgemaakt dat Peña onderdeel uitmaakte van de Mexicaanse selectie voor het WK 2014 in Brazilië. Op het toernooi speelde hij alleen mee in het derde groepsduel tegen Kroatië (1–3 winst).
| Interlands van Carlos Peña voor Mexico | Interlands van Carlos Peña voor Mexico | Interlands van Carlos Peña voor Mexico | Interlands van Carlos Peña voor Mexico | Interlands van Carlos Peña voor Mexico | Interlands van Carlos Peña voor Mexico |
| №                                      | Datum                                  | Wedstrijd                              | Uitslag                                | Competitie                             | Goals                                  |
| Als speler bij Club León               | Als speler bij Club León               | Als speler bij Club León               | Als speler bij Club León               | Als speler bij Club León               | Als speler bij Club León               |
| -------------------------------------- | -------------------------------------- | -------------------------------------- | -------------------------------------- | -------------------------------------- | -------------------------------------- |
| 1                                      | 17 oktober 2012                        | Mexico – El Salvador                   | 2 – 0                                  | WK 2014 kwalificatie                   |                                        |
| 2                                      | 18 april 2013                          | Peru – Mexico                          | 0 – 0                                  | Vriendschappelijk                      |                                        |
| 3                                      | 8 juli 2013                            | Mexico – Panama                        | 1 – 2                                  | Gold Cup 2013                          |                                        |
| 4                                      | 15 juli 2013                           | Martinique – Mexico                    | 1 – 3                                  | Gold Cup 2013                          |                                        |
| 5                                      | 21 juli 2013                           | Mexico – Trinidad en Tobago            | 1 – 0                                  | Gold Cup 2013                          |                                        |
| 6                                      | 25 juli 2013                           | Panama – Mexico                        | 2 – 1                                  | Gold Cup 2013                          |                                        |
| 7                                      | 12 oktober 2013                        | Mexico – Panama                        | 2 – 1                                  | WK 2014 kwalificatie                   |                                        |
| 8                                      | 16 oktober 2013                        | Costa Rica – Mexico                    | 2 – 1                                  | WK 2014 kwalificatie                   |                                        |
| 9                                      | 31 oktober 2013                        | Mexico – Finland                       | 4 – 2                                  | Vriendschappelijk                      | 24'                                    |
| 10                                     | 13 november 2013                       | Mexico – Nieuw-Zeeland                 | 5 – 1                                  | WK 2014 kwalificatie                   |                                        |
| 11                                     | 20 november 2013                       | Nieuw-Zeeland – Mexico                 | 2 – 4                                  | WK 2014 kwalificatie                   | 86'                                    |
| 12                                     | 30 januari 2014                        | Mexico – Zuid-Korea                    | 4 – 0                                  | Vriendschappelijk                      |                                        |
| 13                                     | 6 maart 2014                           | Mexico – Nigeria                       | 0 – 0                                  | Vriendschappelijk                      |                                        |
| 14                                     | 3 april 2014                           | Verenigde Staten – Mexico              | 2 – 2                                  | Vriendschappelijk                      |                                        |
| 15                                     | 31 mei 2014                            | Mexico – Ecuador                       | 3 – 1                                  | Vriendschappelijk                      |                                        |
| 16                                     | 4 juni 2014                            | Mexico – Bosnië en Herzegovina         | 0 – 1                                  | Vriendschappelijk                      |                                        |
| 17                                     | 23 juni 2014                           | Kroatië – Mexico                       | 1 – 3                                  | WK 2014                                |                                        |
| Als speler bij Guadalajara             |                                        |                                        |                                        |                                        |                                        |
| 18                                     | 28 mei 2016                            | Paraguay – Mexico                      | 0 – 1                                  | Vriendschappelijk                      |                                        |
| 19                                     | 19 juni 2016                           | Mexico – Chili                         | 0 – 7                                  | Copa América 2016                      |                                        |

Bijgewerkt op 13 september 2024.

## Erelijst
| Primera División | 2 | Apertura 2013/14, Clausura 2013/14 |
| Liga de Ascenso  | 1 | Clausura 2011/12                   |